# LABRAX 7000
LABRAX 7000 (auch Vertom 7000) bezeichnet einen Mehrzweck-Schiffstyp der niederländischen Reederei Vertom.

## Geschichte
Der Schiffstyp wurde von Groot Ship Design für die Reederei Vertom entwickelt. Diese lässt die Schiffe auf der Werft Thecla Bodewes Shipyards an deren Standort der TB Shipyards Kampen in Kampen bauen. Bestellt sind insgesamt acht Einheiten des Typs. Im Oktober 2021 wurden zunächst vier Einheiten bestellt. Im Juni 2022 und im Februar 2023 wurden jeweils zwei weitere Einheiten des Typs bestellt.
Das Typschiff der Serie wurde im Dezember 2022 abgeliefert. Die weiteren Einheiten sollen bis 2025 folgen.

## Beschreibung
Die Schiffe mit Groot Cross-Bow werden dieselelektrisch durch zwei Elektromotoren des Motorenherstellers Electro Adda mit jeweils 650 kW Leistung angetrieben. Die Motoren wirken über ein Untersetzungsgetriebe auf einen Festpropeller mit Kortdüse. Die Schiffe sind mit einem elektrisch mit 400 kW Leistung angetriebenen Bugstrahlruder ausgestattet. Für die Stromerzeugung stehen vier von Viertakt-Sechszylinder-Dieselmotoren des Typs Volvo Penta D13 mit jeweils 400 kW Leistung angetriebene Stamford-Generatoren mit 505 kVA Scheinleistung zur Verfügung. Weiterhin wurde ein von einem Volvo-Penta-Dieselmotor des Typs D7AT angetriebener Notgenerator verbaut.
Der dieselelektrische Antrieb wurde gewählt, um den Antrieb an künftige Entwicklungen der Antriebstechnik anpassen und die Antriebsmotoren der Generatoren in Zukunft beispielsweise mit Methanol oder Wasserstoff betreiben und so den Ausstoß von CO2 reduzieren zu können.
Die Schiffe verfügen über zwei kastenförmige Laderäume. Laderaum 1 ist 37,80 m lang, Laderaum 2 ist 49,00 m lang. Die Laderäume sind jeweils 11,8 m breit und 9,19 m hoch. Das Volumen der Laderäume beträgt rund 9336 m³. Die Räume sind mit 14 Stapellukendeckeln verschlossen, die mithilfe eines Lukenwagens bewegt werden können. Die Schiffe sind mit zwei Schotten zur Unterteilung der Laderäume ausgestattet. Die Schotten können in Laderaum 1 an drei und in Laderaum 2 an vier Positionen aufgestellt werden. Die Tankdecke kann mit 15 t/m², die Lukendeckel können mit 1,3 t/m² belastet werden.
Die Schiffe sind für den Transport von Containern vorbereitet. Die Containerkapazität beträgt 56 TEU.
Das Deckhaus befindet sich im hinteren Bereich der Schiffe. Hinter dem Deckshaus befindet sich auf der Backbordseite ein Freifallrettungsboot.

## Schiffe
| LABRAX 7000       | LABRAX 7000 | LABRAX 7000 | LABRAX 7000                                           | LABRAX 7000                |
| Bauname           | Bau- nummer | IMO- Nummer | Kiellegung Stapellauf Ablieferung                     | Umbenennungen und Verbleib |
| ----------------- | ----------- | ----------- | ----------------------------------------------------- | -------------------------- |
| Vertom Patty      | 358         | 9938729     | 29. Oktober 2021 23. September 2022 19. Dezember 2022 |                            |
| Vertom Cyta       | 359         | 9938731     | 23. September 2022 23. Februar 2023 25. April 2023    |                            |
| Vertom Tomma      | 360         | 9938743     | 18. Dezember 2022 5. Juli 2023 20. September 2023     |                            |
| Vertom Anne Marit | 361         | 9938755     | 18. Dezember 2020 23. November 2023 1. Februar 2024   |                            |
| Vertom Anette     | 363         | 9972763     | 18. Dezember 2020 10. April 2024 4. Juni 2024         |                            |
| Vertom Elisabeth  | 364         | 9972775     | 18. Dezember 2020 25. Juli 2024 4. Oktober 2024       | 2024 Vertom Lisa           |
| Vertom Willemijn  | 365         | 9993286     | 18. Dezember 2020 6. Dezember 2024 6. Februar 2025    |                            |
| Vertom Joyce      | 366         | 9993365     | 18. Dezember 2020                                     |                            |

Die Schiffe fahren unter der Flagge der Niederlande, Heimathafen ist Rotterdam.